# Koleje Mazowieckie
Koleje Mazowieckie (kurz KM, deutsch Masowische Eisenbahnen) ist ein öffentliches Eisenbahnunternehmen in Polen, das seit 2005 den Regionalverkehr in der Woiwodschaft Masowien auf dem Gleisnetz der PKP PLK durchführt. Das im Besitz der Woiwodschaft Masowien befindliche Unternehmen beschäftigte 2011 2.584 Mitarbeiter und beförderte 2014 62,5 Millionen Reisende. Eingesetzt werden modernisierte Fahrzeuge der Polskie Koleje Państwowe und der Deutschen Bahn sowie Neufahrzeuge von Stadler, Pesa, Bombardier und Newag.

## Geschichte

### Gründung und Anfänge
Der gesamte Bahnverkehr in der Woiwodschaft Masowien wurde bis 2001 von der polnischen Staatsbahn Polskie Koleje Państwowe durchgeführt. Zum 1. Oktober 2001 trat eine Reform in Kraft, die den Personenverkehr der PKP in eine Gesellschaft namens Przewozy Regionalne auslagerte. Die Woiwodschaften sollten mit dafür vom Staat zugeteilten Finanzmitteln Verkehrsleistungen bei Przewozy Regionalne bestellen. Insbesondere aus der Woiwodschaft Masowien kam Kritik an diesem Modell: Anstatt langfristiger Verträge kam es lediglich zu kurzfristigen Vereinbarungen. Um dem entgegenzuwirken, folgte am 29. Juli 2004 auf Betreiben der Verwaltung der Woiwodschaft die Gründung der Koleje Mazowieckie. Die Woiwodschaft Masowien hielt dabei anfangs 51 Prozent der Anteile, der Rest verblieb bei Przewozy Regionalne. Zur Durchführung des Betriebs wurden bei Przewozy Regionalne 184 Elektrotriebzüge der PKP-Baureihe EN57 angemietet, darüber hinaus wurde ein Leasingvertrag mit der Deutschen Bahn abgeschlossen, der Koleje Mazowieckie ab Dezember 2005 den Einsatz von Fahrzeugen der DB-Baureihe 627 und der DB-Baureihe 628.0 ermöglichte. Die Triebfahrzeugführer waren bei PKP Cargo angestellt. 2006 folgte die zwischenzeitliche Anmietung von Lokomotiven der PKP-Baureihe ET22, die ursprünglich für den Güterverkehr konstruiert worden waren.

Von PKP und DB übernommene Fahrzeuge
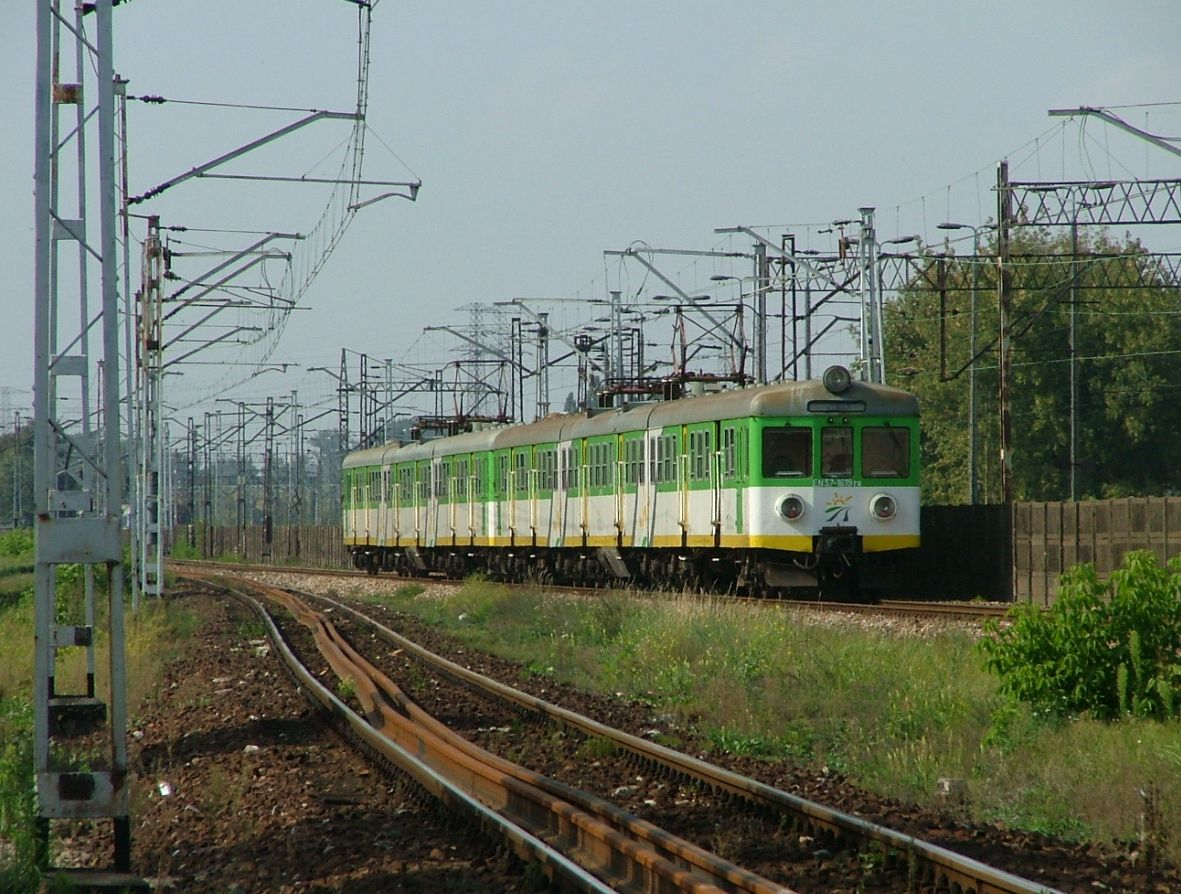
PKP-Baureihe EN57
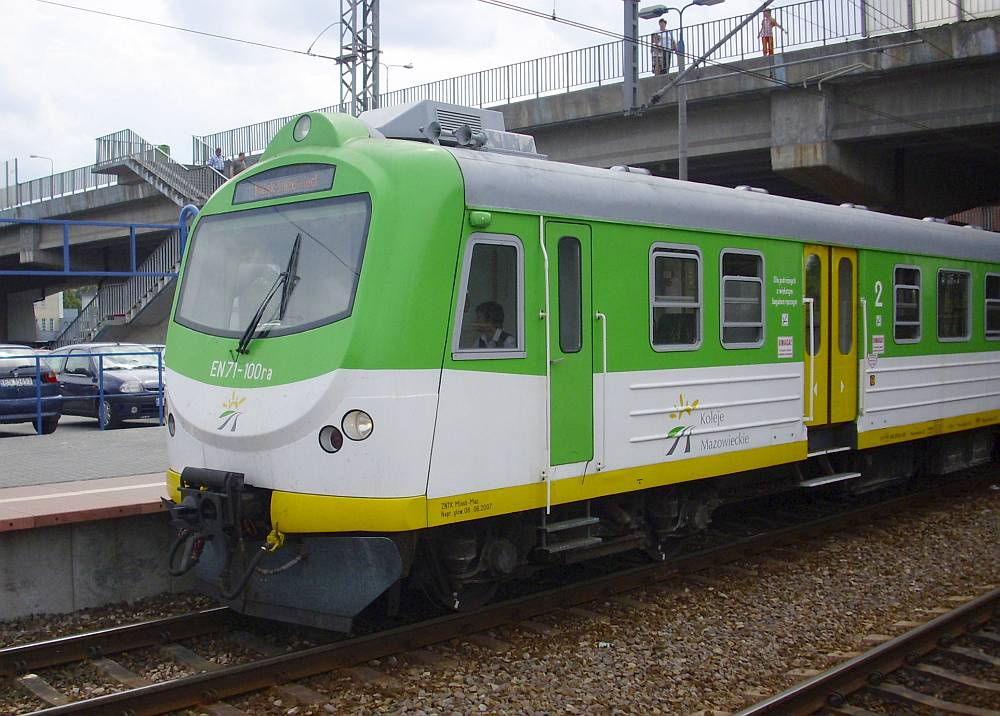
PKP-Baureihe EN71, modernisiert bei Newag
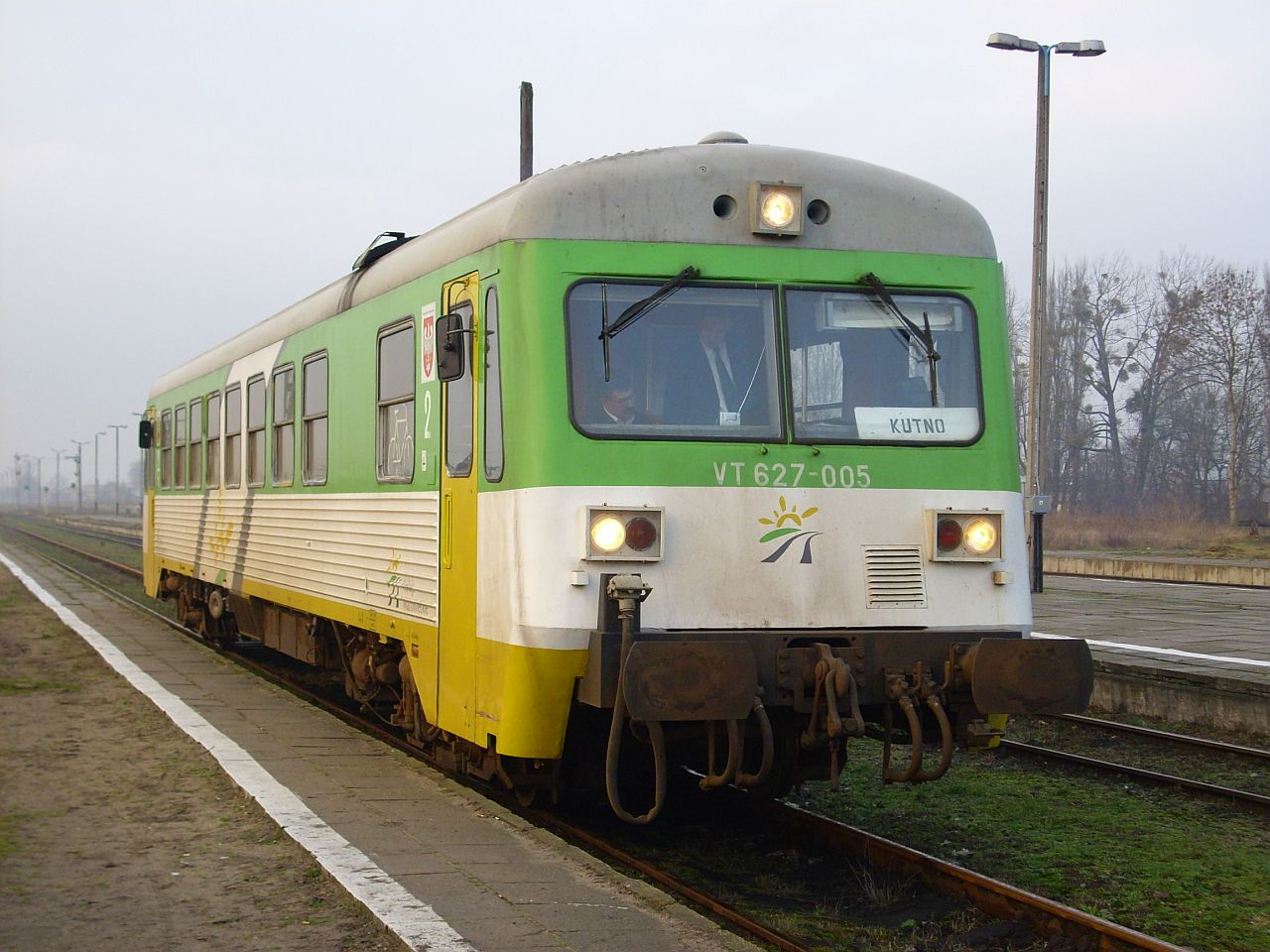
DB-Baureihe 627
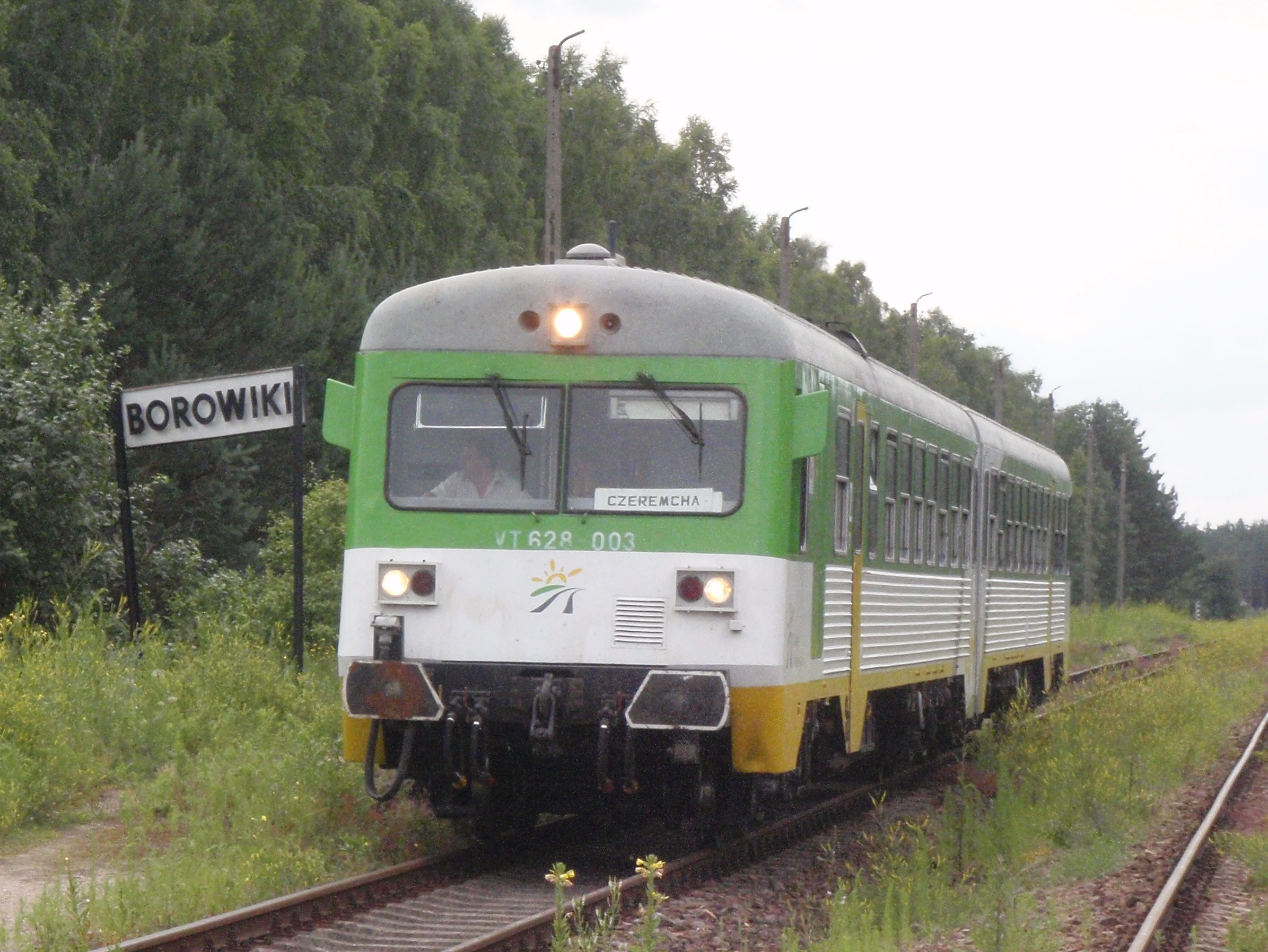
DB-Baureihe 628.0
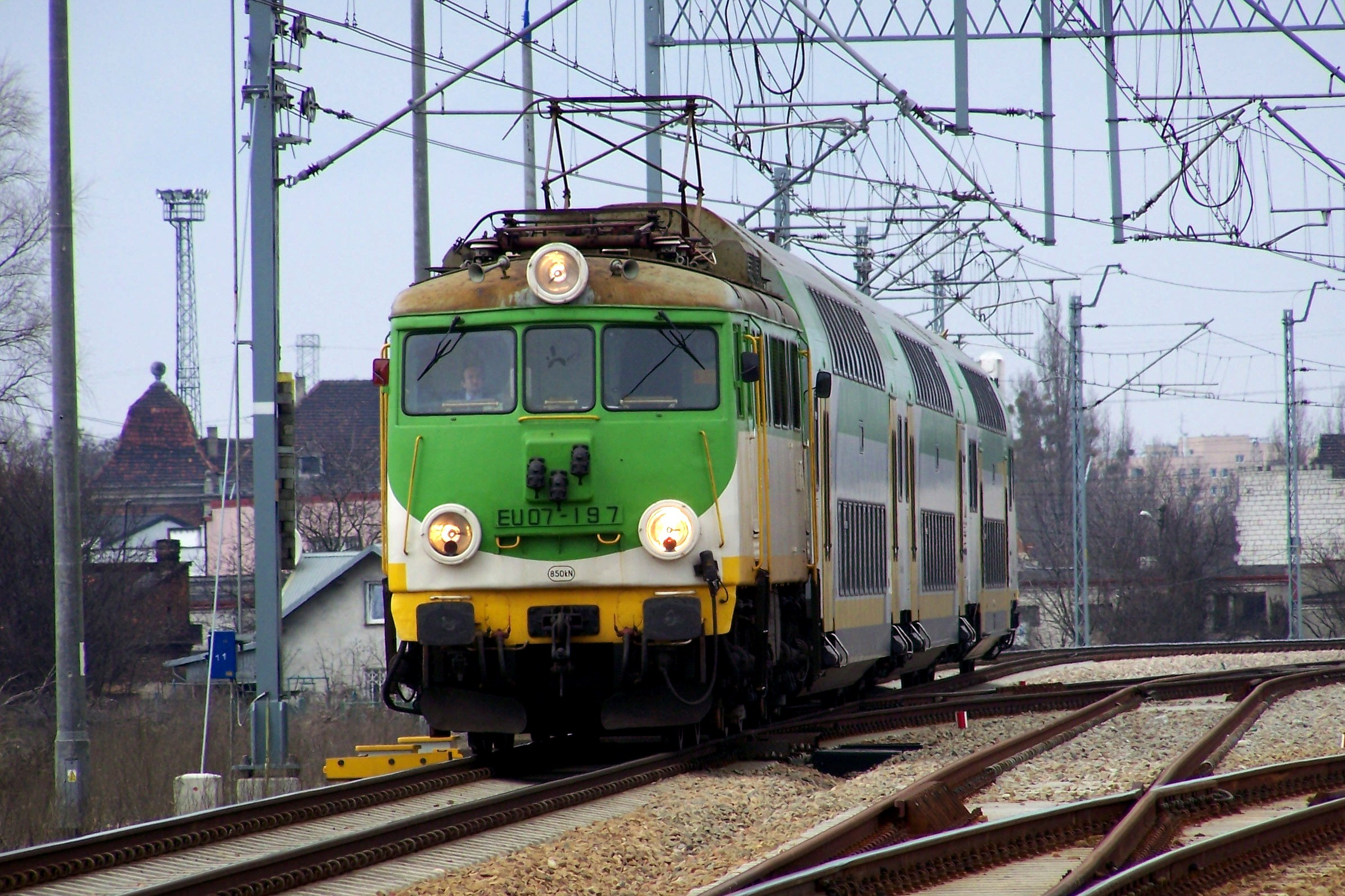
PKP-Baureihe EU07

### Loslösung von Przewozy Regionalne und Modernisierung des Fahrzeugbestands
Die Woiwodschaft Masowien stockte ihren Anteil an Koleje Mazowieckie im Jahr 2006 auf 95 Prozent auf und ist seit 2008 ihr alleiniger Anteilseigner. Parallel dazu wurden die von Przewozy Regionalne angemieteten EN57 und zusätzlich einige Fahrzeuge der PKP-Baureihe EN71 und alle zwei Fahrzeuge der PKP-Baureihe EW60 erworben. Zum 1. Januar 2007 übernahmen die Koleje Mazowieckie 400 Triebfahrzeugführer von PKP Cargo. Als erste Neufahrzeuge wurden zehn Triebzüge des Typs Stadler Flirt bestellt, die in einem eigens dafür eröffneten Werk im masowischen Siedlce hergestellt wurden. Der ersten beiden Flirt gingen am 31. Mai 2008 in Betrieb.
2009 trat ein umfangreiches, 113 Fahrzeuge umfassendes Modernisierungsprogramm der Altbau-Triebwagen beim polnischen Unternehmen Newag statt. Die Fahrzeuge erhielten dabei neue Innenausstattung und modernisierte Führerstände. Bei Bombardier Transportation wurden 37 neue Bombardier-Doppelstockwagen inklusive der passenden Steuerwagen erworben. Geplant war, wendezugfähige Elektrolokomotiven anzumieten. Dies gelang jedoch nicht, weswegen KM auf Lokomotiven der PKP-Baureihe EU07 zurückgreifen musste, die von PKP Cargo angemietet worden waren. Diese Lokomotiven wurden in das Farbschema der Koleje Mazowieckie umlackiert, waren aber nicht wendezugfähig, sodass am Zielbahnhof zeitaufwändiges Umsetzen nötig wurde. Um diesen Missstand zu beheben, wurden bald darauf elf Maschinen des Typs Bombardier Traxx bestellt, die die EU07 ersetzten.
In den Folgejahren bestellten die Koleje Mazowieckie diverse Fahrzeuge der beiden großen polnischen Hersteller Pesa und Newag. Pesa lieferte 16 Elektrotriebzüge des Typs Elf, 7 Dieseltriebwagen des Typs 214M, zwei Elektrolokomotiven des Typs Gama und 22 Doppelstockwagen des Typs Sundeck. Newag lieferte 12 Elektrotriebzüge des Typs Impuls und zwei Dieseltriebzüge des Typs 222M.
Seit 2018 beschafft Koleje Mazowieckie mehrere Serien von Elektrotriebzügen des Typs Flirt 3 von Stadler. Sie werden wie bereits die zehn Flirt von 2008 in Siedlce gefertigt.

Neufahrzeuge der Koleje Mazowieckie
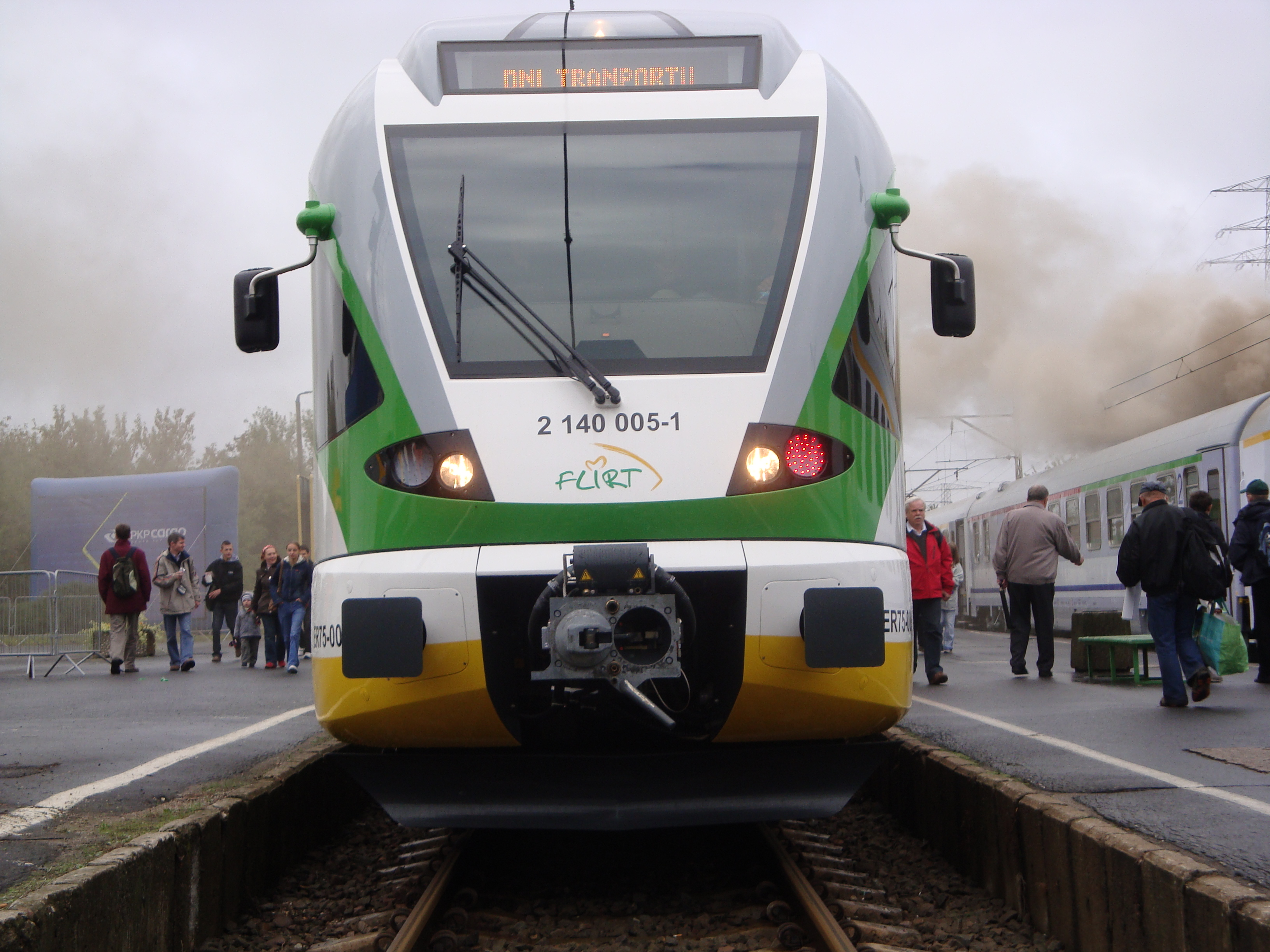
Stadler Flirt
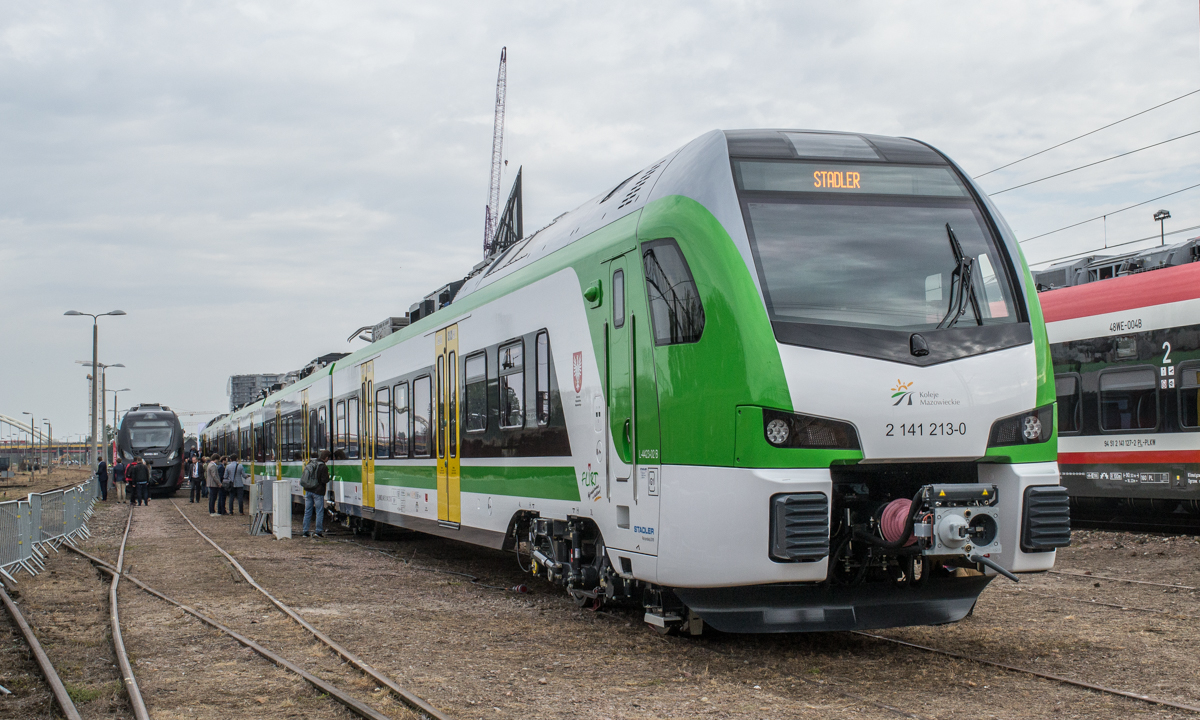
Stadler Flirt 3
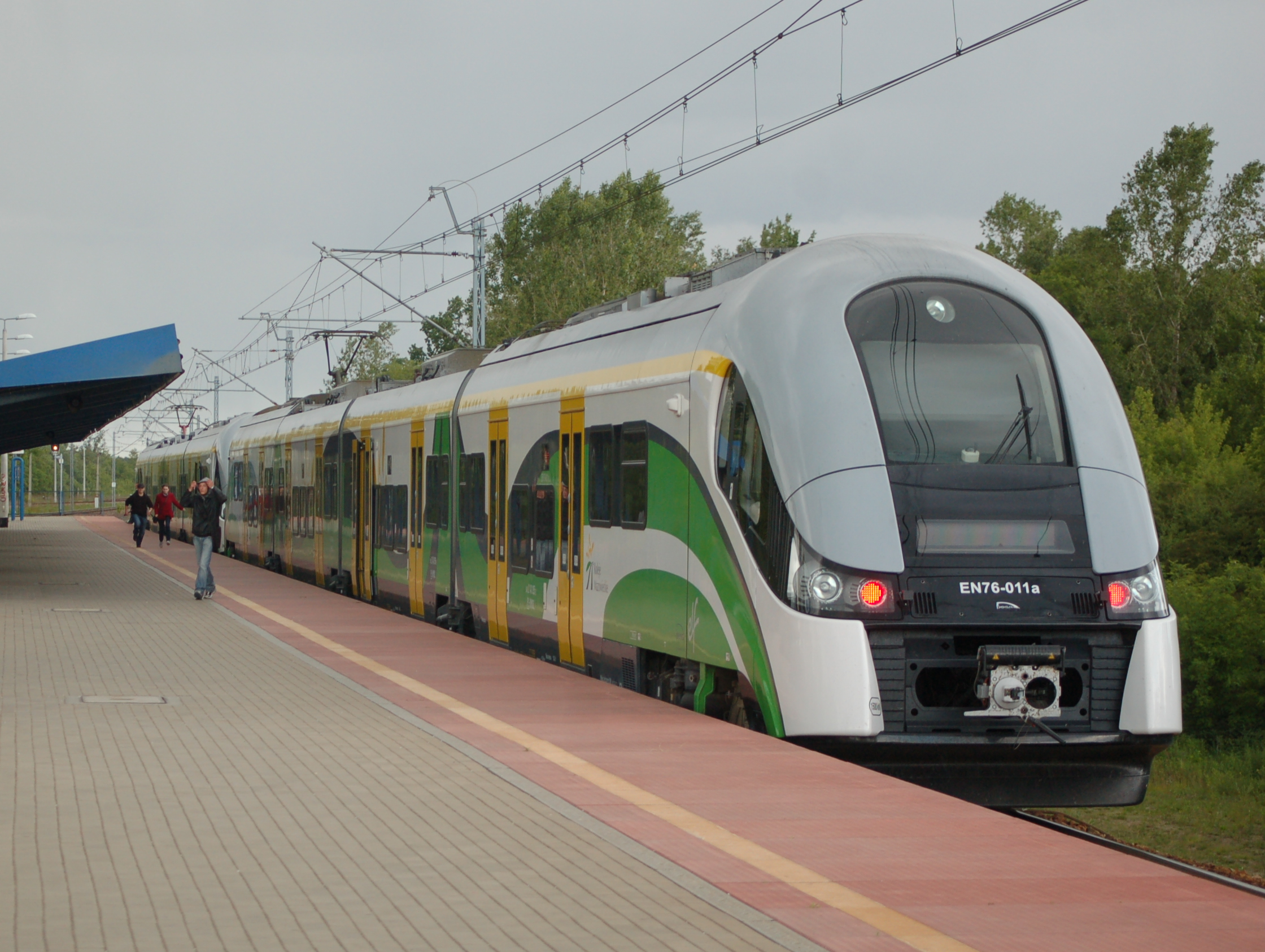
Pesa Elf
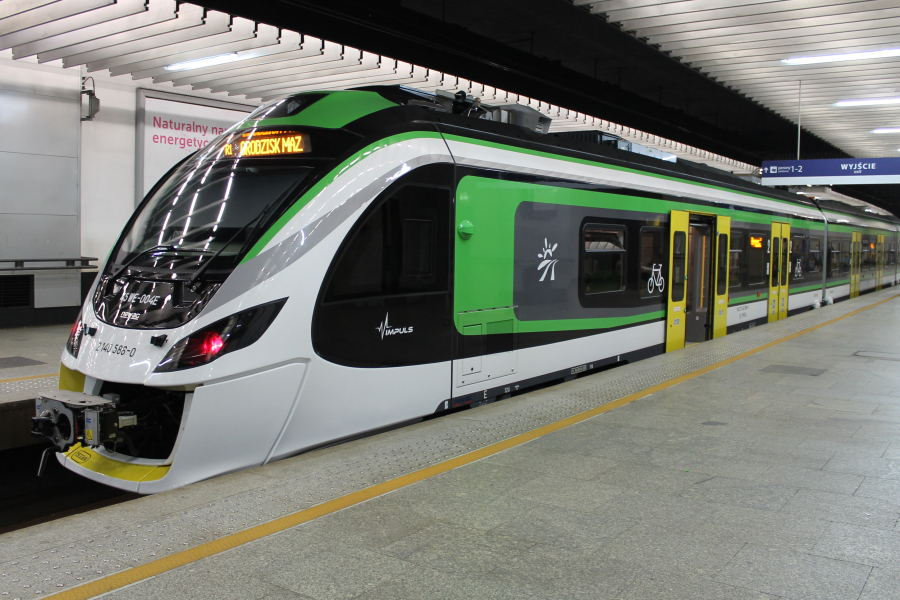
Newag Impuls
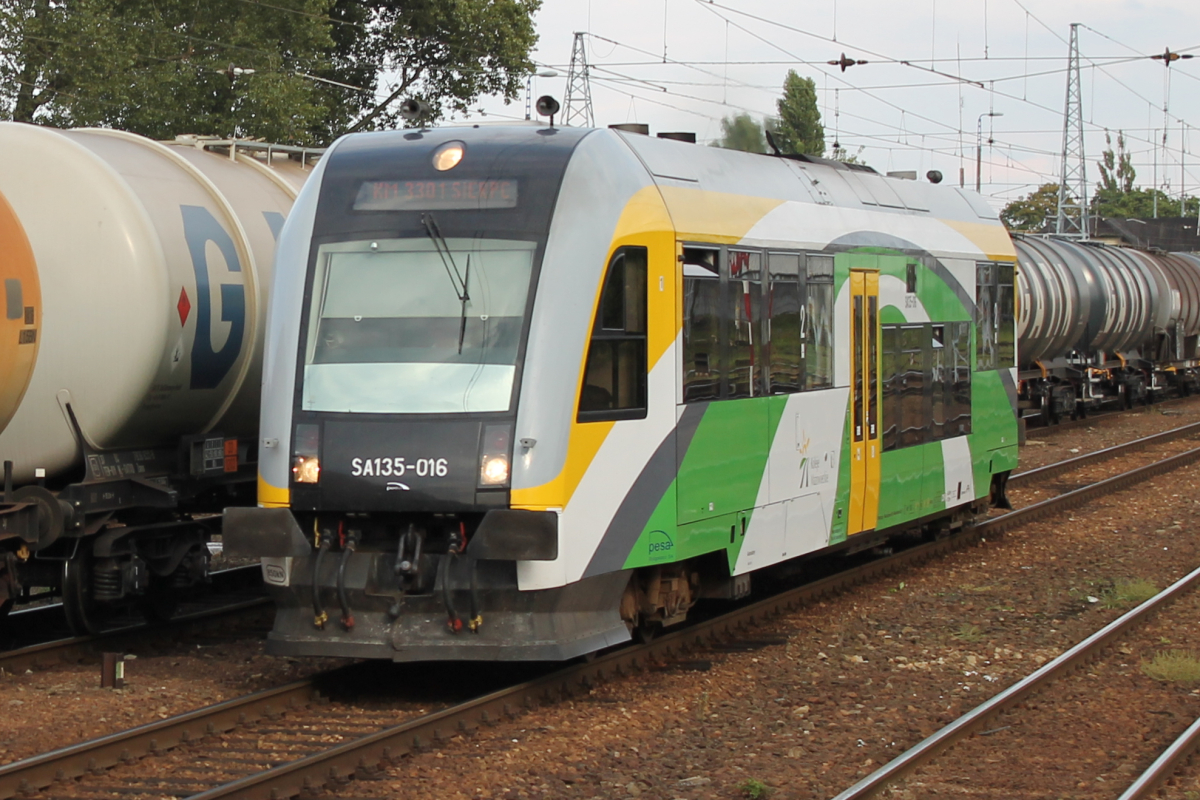
Pesa 214M
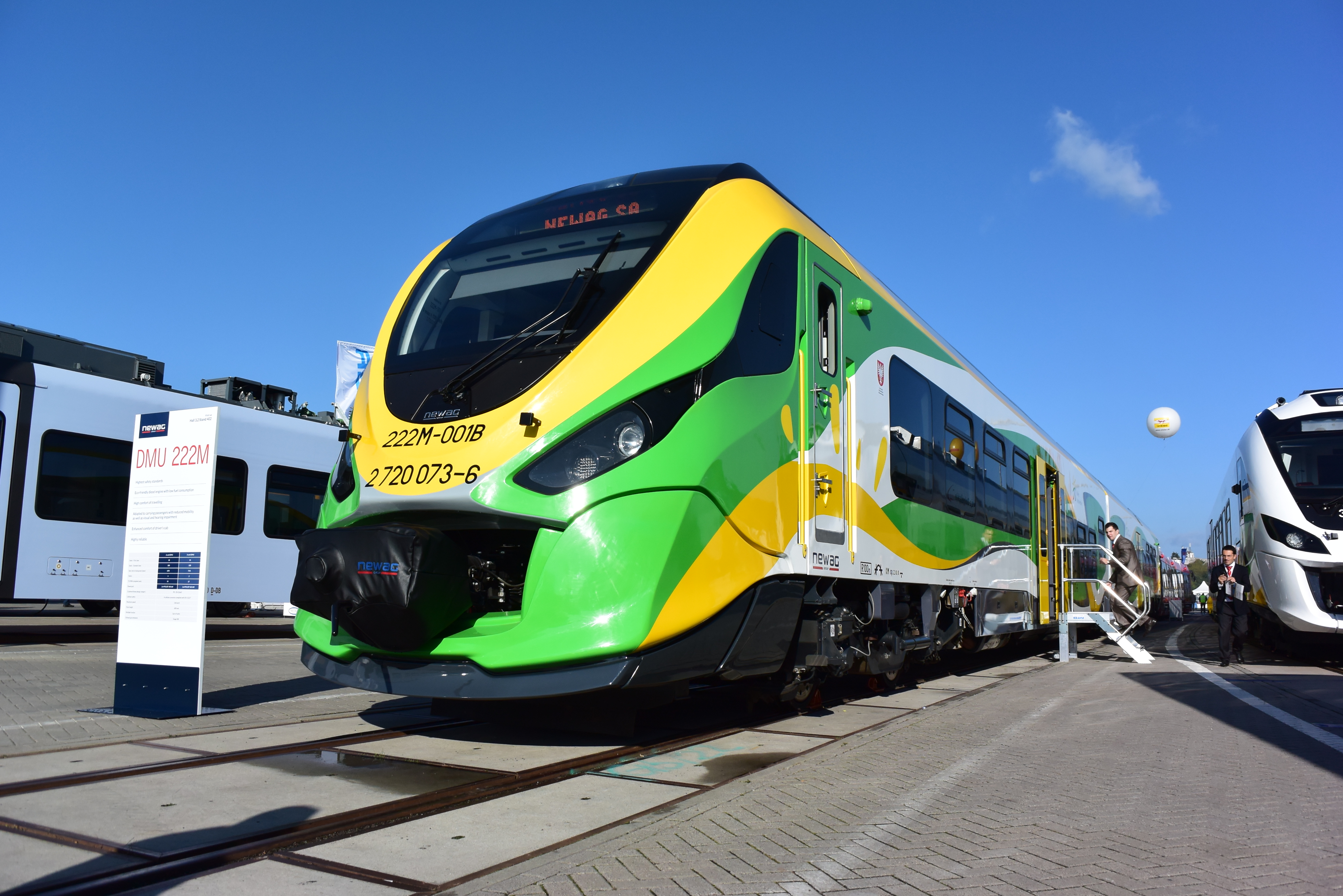
Newag 222M
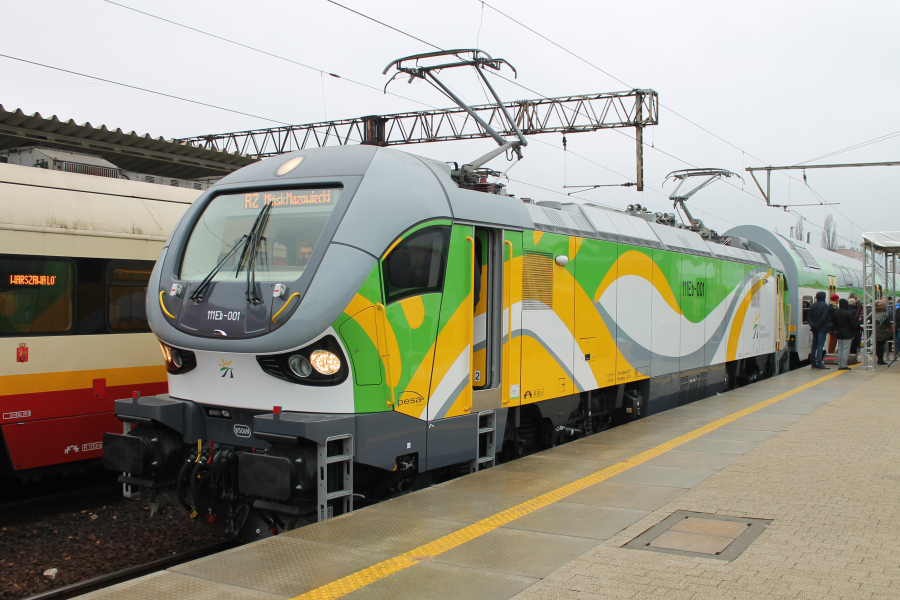
Pesa Gama
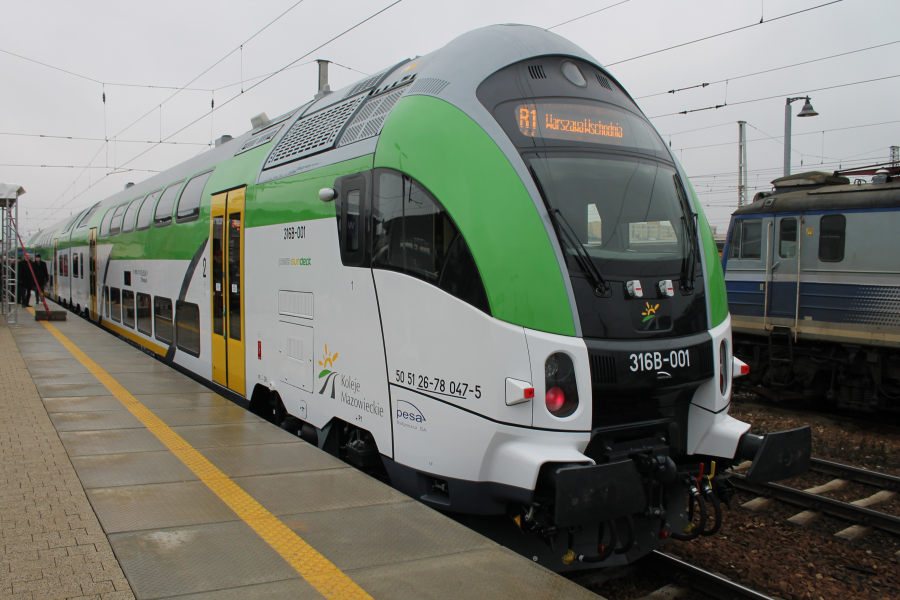
Pesa Sundeck Doppelstockwagen
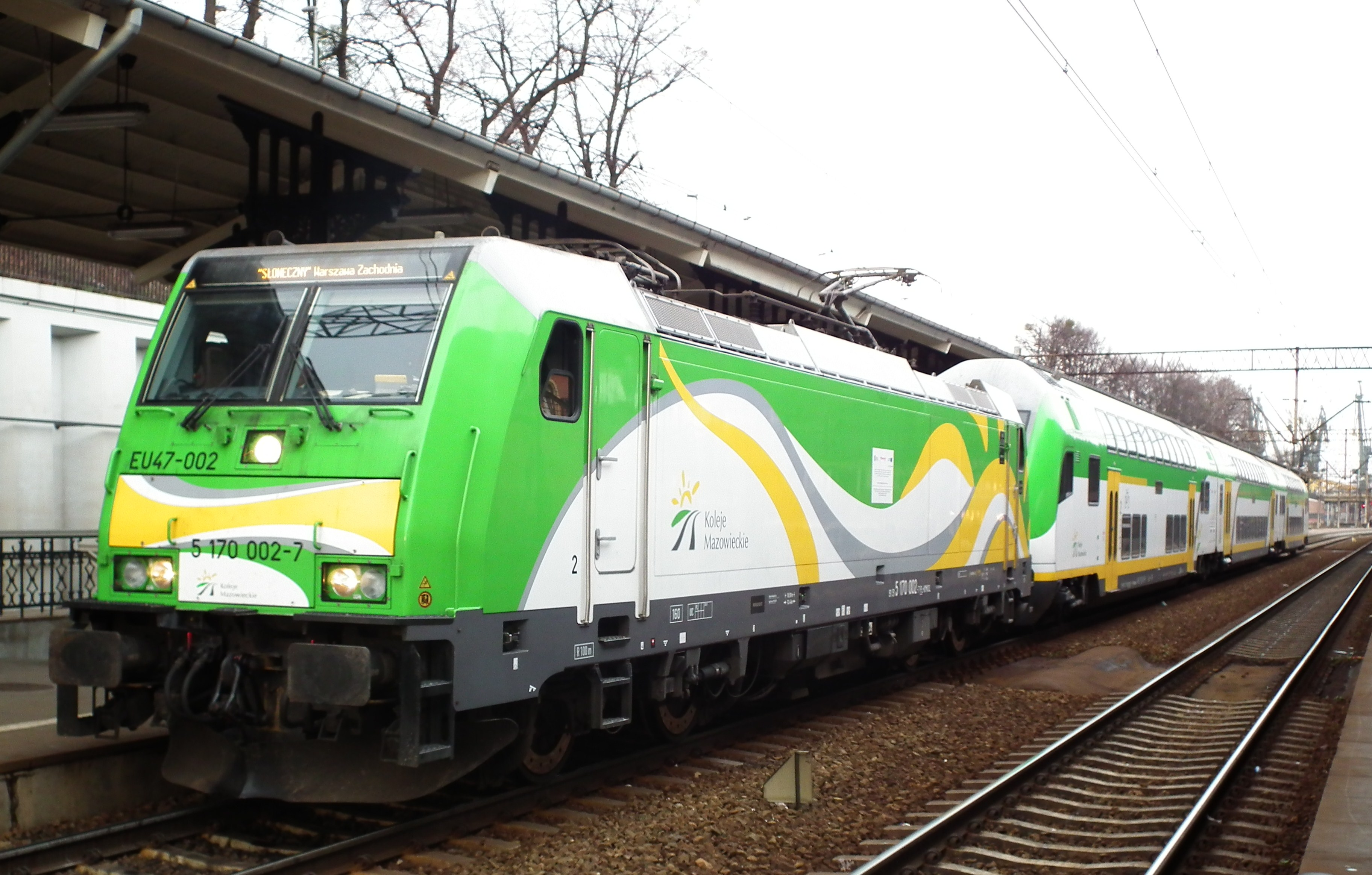
Bombardier Traxx
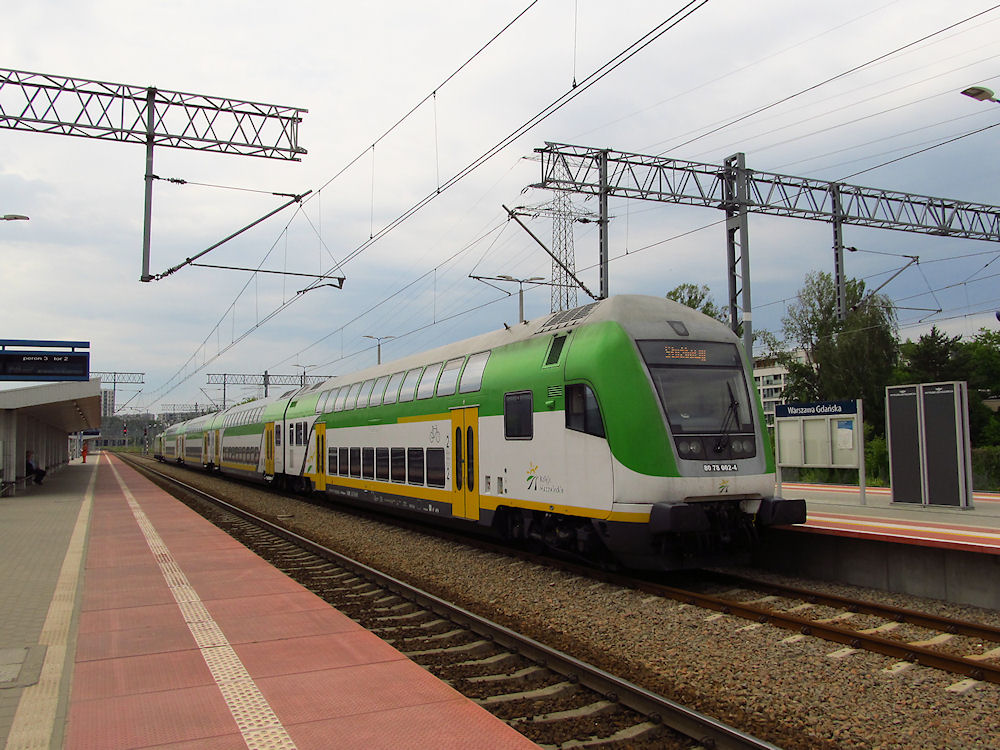
Bombardier-Doppelstockwagen

## Streckennetz und Fahrgastzahlen

Netzplan der Koleje Mazowieckie

Das Streckennetz der Koleje Mazowieckie ist sternförmig auf die Stadt Warschau ausgerichtet und bedient dort auch alle wichtigen Bahnhöfe. Von Warschau werden Direktverbindungen nach Skierniewice, Łowicz, Działdowo, Łuków, Małkinia Górna, Dęblin und Skarżysko-Kamienna angeboten. Wichtige Knotenpunkte außerhalb Warschaus sind Tłuszcz, Radom, Legionowo und Siedlce. KM betreibt eigene Fahrkartenautomaten, Fahrkarten von Przewozy Regionalne werden in Zügen der Koleje Mazowieckie allerdings ebenfalls anerkannt. Im Bereich des Verkehrsverbunds Warschau erkennt KM außerdem Verbundtickets an, die auch für den Stadtbus-Verkehr, die Straßenbahn Warschau, die Metro Warschau und die SKM Warschau genutzt werden können. Auch im Zug können Fahrkarten beim Zugbegleiter nachgelöst werden.
In den Sommermonaten, von Juni bis August, bieten die Koleje Mazowieckie mit dem „Słoneczny“ (von polnisch słońce: Sonne) eine Zugverbindung von Warschau über die Dreistadt nach Ustka an der polnischen Ostseeküste. Dieser an Touristen gerichtete Zug wurde anfangs aus Altbau-Triebwagen in Mehrfachtraktion, heute in der Regel aus Doppelstockwagen gebildet. Die Fahrt von Warschau an die Küste erfolgt morgens, die Rückfahrt abends. Im Vergleich zum regulären Preis von Fernverkehrstickets der PKP Intercity stellt der „Słoneczny“ ein vergünstigtes Angebot dar.
Zur Betriebsaufnahme im Jahr 2005 wurden auf 10 Linien 530 Zugfahrten pro Tag absolviert und 40 Millionen Reisende im Jahr befördert. Im Jahr 2010 wurden 53 Millionen Reisende gezählt, 2011 stieg diese Zahl leicht auf 54 Millionen. 2014 wurden 15 Linien betrieben, rund 800 Zugfahrten pro Tag durchgeführt und 62,5 Millionen Passagiere im Jahr befördert.